# À bras ouverts (association)
Pour les articles homonymes, voir À bras ouverts et ABO.
À Bras Ouverts ou ABO est une association française, d’inspiration chrétienne, fondée en 1986 par Tugdual Derville. Elle organise l’accueil par des accompagnateurs bénévoles, d’enfants, d’adolescents et de jeunes adultes porteurs d’un handicap, pour des week-ends ou des séjours de vacances.

## Organisation et missions

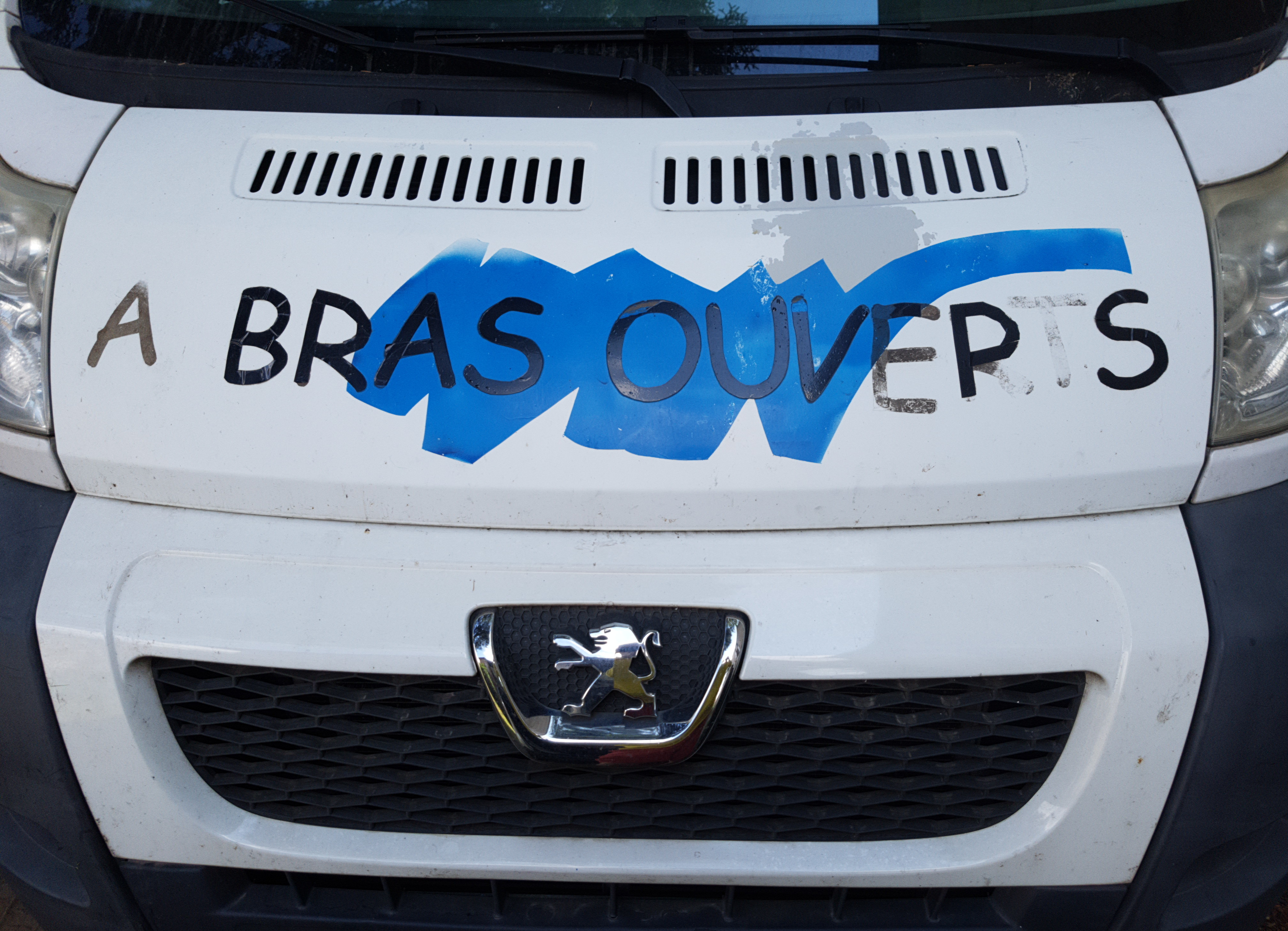
Logo d'À Bras Ouverts peint sur un des véhicules de l'association.

L'idée de fonder une association liée au handicap émerge en 1982 chez Tugdual Derville lorsqu'il rencontre un enfant handicapé. L'association est fondée en 1986.
L'association a un but multiple, :
- permettre aux familles d'enfants handicapés de prendre du temps pour eux lors d'un week-end.
- permettre aux enfants de vivre un temps de fête et de détente, de se faire des amis hors de leur cadre habituel.
- permettre aux accompagnateurs de « s'ouvrir à la différence » en rencontrant les enfants.
- pour les personnes rencontrées, « contribuer à changer le regard de la société en général ».

À Bras Ouverts est organisé en 31 groupes répartis dans treize métropoles : à Angers, Bordeaux, Lille, Lyon, Grenoble, Marseille, Montpellier, Nantes, Orléans, Paris, Rennes, Rouen, Strasbourg et Toulouse. L'association est organisée en petits groupes de taille familiale afin que les accompagnateurs et les jeunes se connaissent par leur nom, les nouveaux groupes sont créés par scission et « essaimage ». 
Pour l'année 2024, 747 enfants ont été accueillis au moins une fois par 1 291 accompagnateurs bénévoles, sur 642 week-ends et 20 séjours d'été, tous groupes confondus. Tugdual Derville estime en 2017 que 15 000 accompagnateurs sont partis avec l'association depuis sa création.
L'association n'a pas de visée éducative, et se concentre sur les relations entre les accompagnateurs et leur binôme handicapé. Si les accompagnateurs ne sont pas des professionnels de santé, ils distribuent les traitements médicaux habituels des enfants. Une des règles de l'association est de toujours inclure le jeune handicapé dans la conversation. La devise de l'association est « être avec, faire avec » : des binômes jeune handicapé-accompagnateur sont formés au sein du groupe et les activités restent simples et festives, comme le coloriage, les promenades ou les repas, en s'adaptant aux jeunes. Jusqu'à sept binômes, soit quatorze personne, sont possibles lors d'un week-end.

## Inspirations
D'autres mouvements d'inspiration chrétienne accueillant des personnes handicapées sont l'Office chrétien des personnes handicapées, l'Arche et Foi et Lumière. Jean Vanier et le mouvement L'Arche ont inspiré Tugdual Derville pour fonder À Bras Ouverts. Le mode de fonctionnement est inspiré de Foi et Lumière.